# Pogodno (Szczecin, 1955–1976)
     PZPR: 26 
     ZSL: 4 
     SD: 7 
     Niezrz.: 13 
Pogodno – dawna dzielnica administracyjna Szczecina, istniejąca w latach 1955–1976. Według danych z 1961 r. dzielnicę zamieszkiwało 65 821 osób. Powierzchnia dzielnicy w 1955 r. była równa 54 km², w 1958 r. 57 km², a w 1961 r. (po odłączeniu Pomorzan) 51 km².
W 1990 r. przywrócono zlikwidowany w 1976 r. podział miasta na cztery dzielnice. Powołano wówczas nową dzielnicę o nazwie Zachód, którą podzielono na 9 osiedli.

## Położenie
Śródmieście graniczyło z dzielnicami:
- Nad Odrą na północnym wschodzie,
- Śródmieście na południowym wschodzie.

## Osiedla
Od 1 kwietnia 1961 r. Śródmieście składało się z 8 osiedli:
| Nazwa      | Liczba mieszkańców (1960) |
| ---------- | ------------------------- |
| Bezrzecze  | 719                       |
| Głębokie   | 1456                      |
| Gumieńce   | 9155                      |
| Krzekowo   | 1231                      |
| Niemierzyn | 5644                      |
| Ossowo     | 968                       |
| Pogodno    | 30 030                    |
| Świerczewo | 3714                      |